# Isle Madame
Pour les articles homonymes, voir Île Madame (homonymie).
L’Isle Madame est une île canadienne située au large de la partie sud-est de l'Île du Cap-Breton en Nouvelle-Écosse. La région acadienne de l'Isle Madame est située sur la pointe sud-est de l'Île du Cap-Breton dont elle est séparée par le détroit de Canso. Malgré la dénomination « isle », il s’agit en fait d’un archipel qui comprend l'Isle Madame (de loin la plus grande avec 64 km2), l’île de Petit-de-Grat et l’île Janvrin. Sur le plan administratif, la région fait partie du comté de Richmond dont Arichat est la capitale.
L'Isle Madame compte près de 4 000 habitants, dont 70 % sont de langue maternelle française. Ils sont répartis dans plusieurs villages dont Petit-de-Grat, Arichat, Arichat Ouest, D'Escousse, Pondville, Rocky Bay et Poirierville.
Le vrai trésor de l’Isle Madame se trouve dans sa beauté naturelle. Avec ses vues panoramiques, ses maisons colorées, ses bateaux ancrés dans des anses rocheuses et ses casiers à homard empilés sur les quais, l'Isle Madame — qui tient mordicus au ‹ s › de son nom — est un lieu à découvrir et où la vie bat encore au rythme des marées.

## Situation
D'une superficie de seize kilomètres de long et de onze kilomètres de large, l'Isle Madame est sous la juridiction du comté de Richmond en Nouvelle-Écosse et est séparée de l'île du Cap-Breton par le détroit du passage Lennox. Initialement accessible par traversiers, le premier pont traversant le passage Lennox a été construit à partir de 1916 et inauguré en 1919. Le service de traversier Grandique a été aboli au début des années 1970, au moment où le vieux pont a été démoli pour faire place à un nouveau, le Burnt Island Bridge. Isle Madame est aussi reliée par des ponts vers les îles voisines : l'Île Petit-de-Grat, l'Île Janvrin et l'Île du Cap-Breton.

## Histoire
L'Isle Madame a d'abord été visitée par les Français, les Basques et les Anglais, attirés par la chasse et la pêche, le poisson et le gibier étant très prolifiques dans la région. On y trouvait des centaines de milliers de morses, aujourd'hui exterminés, et très prisés à l'époque pour leur huile. Les environs regorgeaient de denrées alimentaires, ce qui justifiait la présence européenne. Pendant quelques générations, les Basques ont exploité des usines de poissons sur l'île et ont assimilé des familles acadiennes.

### Les premières colonies
L'Isle a été colonisée par la France dans le cadre de sa colonie de l'Île Royale (aujourd'hui l'île du Cap-Breton) lors du règne de Louis XIV, avec pour capitale : Louisbourg. Elle a été nommée en l'honneur de Françoise d'Aubigné, Marquise de Maintenon (connue sous Madame de Maintenon), la seconde épouse du Roi de France Louis XIV. À la suite de la guerre de Sept Ans, l'Île Royale et ses territoires tels que l'Isle Madame, est revenue sous le contrôle britannique.
Lors du Grand Dérangement des Acadiens en 1755 et la prise de Louisbourg en 1758, la plupart des résidents ont dû quitter l’île. Un grand nombre d'Acadiens sont arrivés dans les années suivantes et on leur défendit d’assumer des fonctions officielles, de voter, d’enseigner, de fréquenter les écoles et même d’être propriétaires terriens. À la tête de cette oppression se trouvait Charles Robin, un anglican jersiais des Îles Anglo-Normandes dont les activités de pêche et de commerce s’étendaient aux ports du golfe du Saint-Laurent. Avec d'autres marchands, ils ont pu monopoliser la pêche de la région et ont exploité les pêcheurs de l’Isle Madame jusqu’au début du XXe siècle.

## Culture
À l’instar de plusieurs autres régions de la Nouvelle-Écosse, l’Isle Madame  a été le lieu de rencontre de nombreuses cultures. Outre les Mi’kmaq, premiers occupants du territoire, ainsi que les Basques, les Portugais et les Acadiens, l’île a aussi accueilli des Irlandais, des Écossais et des Anglais.
Aujourd’hui, alors que la grande majorité de la population est de souche francophone, l’Isle Madame  présente néanmoins une diversité culturelle. Ainsi, le village de Rocky Bay compte l’une des plus importantes communautés d’origine irlandaise de toute la région du Cap-Breton. Au cours des dernières années, une nouvelle vague d’immigrants, venus notamment d’Allemagne, du Vietnam et de l’Inde, est venue accroître la diversité de l’Isle Madame.
La cathédrale Notre-Dame de l’Assomption, située à Arichat, est plus vieille que le Canada! En effet, le bâtiment a été construit en 1837, soit 30 ans avant que les Pères de la Confédération ne signent l’Acte de l’Amérique du Nord britannique qui donnait officiellement naissance au Canada en 1867!
L’art et la culture ont toujours occupé une grande place dans la vie des habitants de l’Isle Madame. La peinture, la danse, la chanson et le théâtre font depuis toujours partie du quotidien des Acadiens. Ne manquez pas La Picasse, centre communautaire culturel qui héberge, entre autres, une boutique d’art et d’artisanat, une bibliothèque régionale et divers bureaux d’affaires et gouvernementaux.
Si la culture se vit à longueur d’année à l’Isle Madame, l’été marque un temps fort avec la tenue de nombreuses manifestations, en particulier le Festival acadien de Petit-de-Grat qui donne l’occasion aux Acadiens de montrer leur fierté et leur attachement à la culture française. De nombreuses activités culturelles, sociales et sportives sont organisées à l’intention des petits et des grands, et de savoureux mets acadiens attendent les gourmets!
La communauté possède une station de télévision communautaire (TELILE) et une radio communautaire (CITU).

## Municipalités
L'Isle Madame compte aujourd'hui environ 4 300 habitants situés dans les communautés de l'île :
- Anse Samson
- Arichat
- Arichat-Ouest
- Baie Rocheuse
- Boudreauville
- Cap Auguet
- Cap La Ronde
- D'Escousse
- Lennox
- Lochside
- Martinique
- Petit-de-Grat
- Petite Anse
- Pointe-Aldreney
- Poirierville
- Pondville
- Pondville Sud
- Port-Royal
- Poulamon
- Sainte-Marie